# Santiago Hernández Vega
 Santiago Hernández Vega (n. en Medellín, Colombia, el 11 de septiembre de 1992) es un piloto colombiano de motociclismo que compitió en la categoría de Moto2 del Campeonato del mundo de motociclismo con el equipo CEV Buckler. Es hermano del competidor de MotoGP Yonny Hernández.

## Biografía
Santiago Hernández se inició a los nueve años en motocross sobre una 65cc, si bien después de un accidente a los 12 años -donde sufrió múltiples fracturas- decidió retirarse temporalmente. A los catorce años regresa al motocross en la categoría 125cc para coronarse como subcampeón nacional de Colombia.
A los 16 prueba con el Supermotard para coronarse igualmente subcampeón. Su paso a la velocidad fue cosa del destino, ya que después de probar una Yamaha R6 en el Autódromo de Tocancipá, se trasladó a España donde participó en Supermotard y se alistó en las filas del Team Laglisse, para correr junto a su hermano Yonny en la categoría de Supersport en 2009.
Santiago corrió dos temporadas del CEV Buckler, la primera en Supersport y la segunda en Moto2, punteando en 4 de las siete carreras disputadas. Este año acompaña al tailandés Wilairot en el equipo SAG.